# Sonoma, Kalifornien
Sonoma är en stad (city) i Sonoma County, i delstaten Kalifornien, USA. Enligt United States Census Bureau har staden en folkmängd på 10 741 invånare (2011) och en landarea på 7,1 km². Staden var huvudstad i den kortlivade utrbrytarstaten Republiken Kalifornien.